# Степанов Олександр Іванович (футболіст)
Олександр Іванович Степанов (нар. 4 березня 1935, Калінінська область, РРФСР) — радянський та російський футболіст, захисник.

## Життєпис
Вихованець юнацької команди Металургійного заводу Ленінграду. Дорослу футбольну кар'єру розпочав 1956 року в армійській команді Одеси. У 1957 році перейшов у ленінградський «Зеніт». За перші два роки провів в основному складі один матч — 15 жовтня 1958 року в останньому поєдинку сезону вийшов на заміну. У 1959—1960 роках зіграв ще 35 матчів. Пізніше виступав у «Даугаві» (Рига) (1962) та «Динамо» (Ленінград) (1963—1965).